# Wei He (Shandong och Henan)
Wei He (kinesiska: 卫河) är ett vattendrag i Kina. Det ligger i den centrala delen av landet, 300 km söder om huvudstaden Peking.